# Alberto Ruggieri
Alberto Ruggieri (Roma, 1963) è un illustratore italiano.

## Biografia
Diplomato al Liceo Artistico e all'Accademia di Belle Arti di Roma, inizia l'attività di illustratore nella seconda metà degli anni ottanta.
Le sue immagini appaiono su giornali e magazine (La Repubblica, Corriere della Sera, L'Espresso) in Italia e nel resto del mondo. 
Illustra libri per ragazzi e copertine di libri. 
Negli anni novanta è autore di storie a fumetti pubblicate da Frigidaire e Il Grifo'.
Illustra diversi libri per ragazzi.
Ha ricevuto numerosi riconoscimenti tra cui:
- Argento Art Directors Club Italiano 1995;
- finalista al '10th Annual London International' 1995;
- the New York Festival, International Advertising Awards 1996;
- Certificate of Design Excellence del 'Print European Regional Design Annual' per gli anni 1997, 1998 e 2000;
- Biennale di Illustrazione di Bratislava 2001;
- Associazione Illustratori Italiani Award 2006
- Associazione Illustratori Italiani Award 2010

Ha esposto i suoi lavori in mostre personali e collettive in Italia e all'estero.
Insegna illustrazione presso l'Istituto Europeo di Design di Roma.
| Controllo di autorità | VIAF (EN) 52587358 · GND (DE) 123071747 |